# Søren Gyldendal
Søren Gyldendal, född den 12 april 1742, död den 8 februari 1802, var en dansk bokhandlare och förläggare.
År 1770 grundade han Gyldendalske Boghandel, från 1772 förlag, vilket senare blev det stora danska förlaget Gyldendal.